# Strada statale 44 (Polonia)
La strada statale 44 (sigla DK 44, in polacco droga krajowa 44) è una strada statale polacca che attraversa il Paese da Gliwice a Cracovia.